# ふるさと宅配便
『ふるさと宅配便』（ふるさとたくはいびん）は、1989年7月9日から10月1日まで一部テレビ朝日系列局で放送されていたテレビ朝日製作のテレビ番組である。放送時間は毎週日曜 12:00 - 12:45 （日本標準時）。
系列局の朝日放送はこの時間帯にローカル番組を放送していた。
| テレビ朝日系列 日曜12:00枠             | テレビ朝日系列 日曜12:00枠                      | テレビ朝日系列 日曜12:00枠                    |
| 前番組                                 | 番組名                                          | 次番組                                        |
| -------------------------------------- | ----------------------------------------------- | --------------------------------------------- |
| HITS （1988年10月2日 - 1989年6月25日） | ふるさと宅配便 （1989年7月9日 - 1989年10月1日） | どーもデス! （1989年10月8日 - 1990年4月29日） |

| スタブアイコン | サブスタブ | この項目は、まだ閲覧者の調べものの参照としては役立たない、テレビ番組に関連した書きかけの項目です。この項目を加筆・訂正などしてくださる協力者を求めています（P:テレビ/PJ:放送または配信の番組）。 |